# Banksia seminuda
Banksia seminuda és una espècie d'angiosperma de la família de les proteàcies (Proteaceae) endèmica de l'oest d'Austràlia. Antigament s'havia considerat que era una subespècie de Banksia littoralis.

## Descripció
És un arbre que fa més de 20 m d'alt i normalment la seva escorça és de marró a gris i està fissurada. Floreix de finals d'estiu a finals d'hivern. Les flors són en espiga, grogues i de vegades vermelles. Els fruits semblen pinyes i es queden als arbres de vegades durant anys. les seves fulles són esclerofil·les de 70x120 mm i són dentades.